# Sclerotiniaceae
As Sclerotiniaceae constituem uma família de fungos da ordem Helotiales, dentre os quais muitas espécies são agentes patogênicos de plantas.

## Gêneros
- Asterocalyx
- Botryotinia
- Ciboria
- Ciborinia
- Coprotinia
- Cudoniopsis
- Dicephalospora
- Dumontinia
- Elliottinia
- Encoelia
- Grovesinia
- Kohninia
- Lambertellina
- Martininia
- Mitrula
- Mitrulinia
- Monilinia
- Moserella
- Myriosclerotinia
- Ovulinia
- Phaeosclerotinia
- Poculina
- Pseudociboria
- Pycnopeziza
- Redheadia
- Sclerocrana
- Sclerotinia
- Seaverinia
- Septotinia
- Streptotinia
- Stromatinia
- Torrendiella
- Valdensinia
- Zoellneria